# 德罗尔斯哈根
德罗尔斯哈根是德国北莱茵-威斯特法伦州的一个市镇。总面积67.11平方公里，总人口12030人，其中男性5988人，女性6042人（2011年12月31日），人口密度179人/平方公里。